# Familia criminal Bonanno
La familia del crimen Bonanno (pronunciado /boˈnanno/) es una familia criminal de la mafia ítalo americana y una de las "Cinco Familias" que dominan las actividades del crimen organizado en la ciudad de Nueva York y Estados Unidos, como parte del fenómeno criminal conocido como la mafia estadounidense.
La familia era conocida como la familia criminal Maranzano hasta que su fundador Salvatore Maranzano fue asesinado en 1931. Joseph Bonanno recibió la mayor parte de las operaciones de Maranzano cuando Charles "Lucky" Luciano supervisó la creación de la Comisión para repartir las empresas criminales de Nueva York entre las Cinco Familias. Bajo el liderazgo de Bonanno entre los años 30 y 60, la familia fue una de las más poderosas del país.
Sin embargo, a principios de la década de 1960, Bonanno intentó derrocar a varios líderes de la Comisión, pero fracasó. Bonanno desapareció entre 1964 y 1966, lo que desencadenó una guerra intrafamiliar conocida coloquialmente como la "Guerra de la Bananas", que duró hasta 1968, cuando Bonanno se retiró a Arizona.
Entre 1976 y 1981, la familia fue infiltrada por un agente del FBI que se hacía llamar Donnie Brasco, convirtiéndose en la primera de las familias de Nueva York en ser expulsada de la Comisión. La familia no se recuperó hasta la década de 1990 con Joseph Massino como jefe y, en los albores del nuevo milenio, no sólo volvió a formar parte de la Comisión, sino que además llegó a ser la familia más poderosa de Nueva York.
No obstante, a principios de la década de 2000, un aluvión de condenas culminó con el propio Massino convertido en informante del Gobierno, el primer jefe de una de las Cinco Familias de Nueva York en hacerlo. La familia Bonanno fue considerada la más brutal de las Cinco Familias durante el siglo XX.

## Historia

### Orígenes sicilianos
Los orígenes de la familia criminal Bonanno se remontan a la ciudad de Castellammare del Golfo situada en la Provincia de Trapani, Sicilia, a su jefe Giuseppe "Peppe" Bonanno, y a su hermano mayor y consejero, Stefano. El aliado más fuerte del clan era el líder del clan Magaddino Stefano Magaddino, hermano de la abuela materna de Joseph. Durante la década de 1900, los dos clanes se enemistaron con Felice Buccellato, el jefe del Clan Buccellato.
En 1902, Magaddino llegó a Nueva York y se convirtió en un poderoso miembro del clan Castellammarense. Tras los asesinatos de Stefano y Giuseppe, su hermano menor, Salvatore, se vengó matando a miembros de los Buccellato.
En 1903, Salvatore se casó con Catherine Bonventre y el 18 de enero de 1905 dio a luz a Joseph Bonanno. Tres años más tarde, Salvatore trasladó a su familia a la ciudad de Nueva York y comenzó a establecer su dominio y control en la comunidad Castellammarense de Williamsburg, Brooklyn. Mientras operaban en Brooklyn, los líderes Castellammarenses fueron capaces de asegurar el futuro de la organización criminal.
En 1911, Salvatore volvió a Sicilia, donde murió de un ataque al corazón en 1915. En 1921, Magaddino huyó a Buffalo, Nueva York para evitar los cargos de asesinato y el clan Castellammarense pasó a manos de Nicolo "Cola" Schirò.

### Guerra de los Castellammarenses

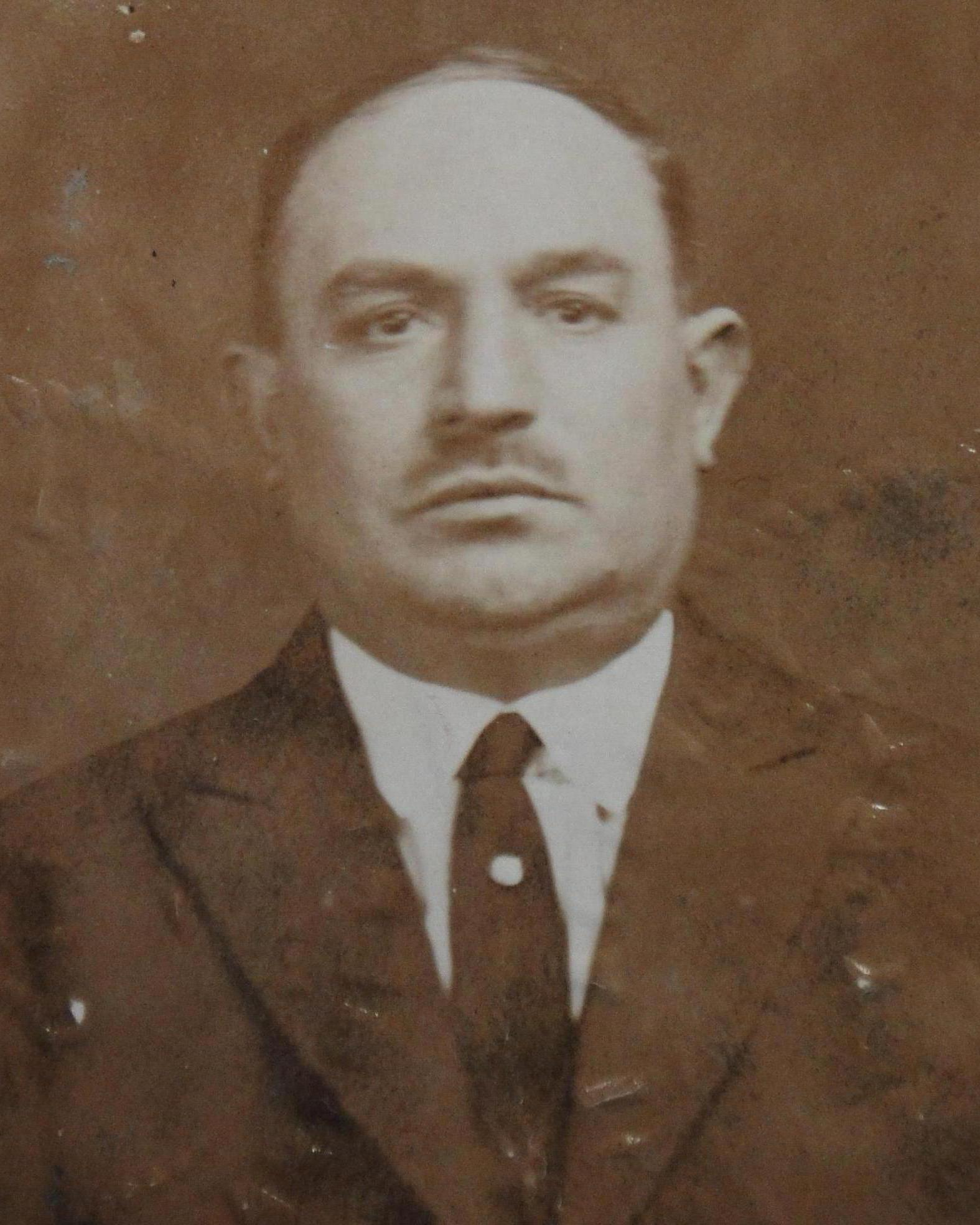
"Cola" Schirò en 1923

En 1930, estalló la violencia entre una facción liderada por Giuseppe "Joe el Jefe" Masseria y miembros de los Castellammarenses por el robo de licor de contrabando de Masseria. Esto pronto se convirtió en una guerra total conocida como la Guerra de los Castellammarenses. En aquel momento, los Castellammarenses estaban dirigidos por Nicolo "Cola" Schirò, que intentó colaborar con Masseria. Schirò fue sustituido por Salvatore Maranzano, que quería hacerse con el control de los bajos fondos de Nueva York. Bajo el liderazgo de Maranzano, el derramamiento de sangre continuó.
La facción Castellammarense estaba más organizada y unificada que el Clan Masseria. Los aliados de Maranzano eran el jefe de la familia de Buffalo Stefano Magaddino, el jefe de la familia de Detroit Gaspar Milazzo y el jefe de la familia de Filadelfia Salvatore Sabella, todos Castellammarenses. La familia incluía a los mafiosos Joseph Bonanno, Carmine Galante y Gaspar DiGregorio. Maranzano también era cercano a Joseph Profaci, futuro jefe de la Familia Profaci de Nueva York. Por último, establecieron una alianza secreta con el jefe de la Familia Reina del Bronx Gaetano Reina, aliado nominal de Masseria.
Tras el asesinato de Reina el 26 de febrero de 1930, los miembros de la facción de Masseria comenzaron a desertar hacia Maranzano. En 1931, el impulso había cambiado hacia la facción de los Castellammarenses. Esa primavera, un grupo de mafiosos más jóvenes de ambos bandos, conocidos como los "Jóvenes Turcos", decidieron pasarse al lado de Maranzano y poner fin a la guerra. Este grupo incluía a los futuros jefes mafiosos Charles "Lucky" Luciano, Vito Genovese, Frank Costello, Tommy Lucchese, Albert Anastasia y Joe Adonis. Como líder de los Jóvenes Turcos, Luciano cerró un trato secreto con Maranzano y prometió matar a Masseria. La guerra finalmente llegó a su fin cuando Masseria fue asesinado el 15 de abril de 1931.

### El asesinato de Maranzano y la Comisión

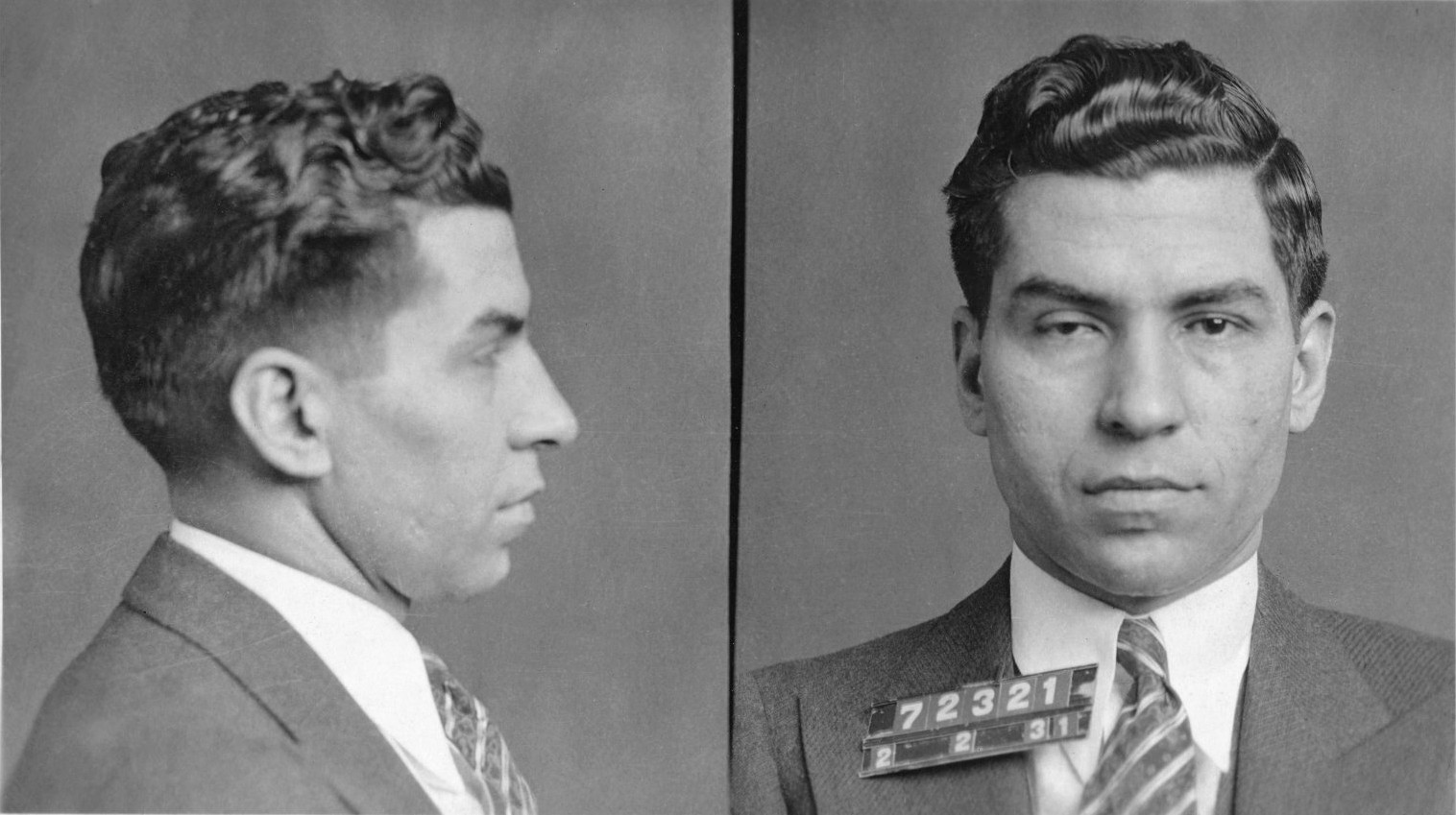
Luciano se hizo con el control de la Comisión tras asesinar a Maranzano

Tras la muerte de Masseria, Maranzano esbozó un plan de paz para todos los líderes de la mafia siciliana e italiana en Estados Unidos. Habría 24 organizaciones (que se conocerían como "familias") en todo Estados Unidos, cada una de las cuales elegiría a su propio jefe. En la ciudad de Nueva York, Maranzano estableció cinco familias de la Cosa Nostra: la familia Luciano bajo el mando de Lucky Luciano, la familia Mangano bajo el mando de Vincent Mangano, la familia Gagliano bajo el mando de Tommy Gagliano, la familia Profaci bajo el mando de Joseph Profaci, y la familia criminal Maranzano bajo su propio mando. Maranzano creó un cargo adicional para sí mismo, el de capo di tutti capi, o jefe de jefes.
Aunque Maranzano tenía más visión de futuro que Masseria, en el fondo seguía siendo un "Mustache Pete". Maranzano y Luciano no tardaron en entrar en conflicto: A Luciano no le gustó que Maranzano renegara de su promesa de igualdad, y pronto llegó a creer que era aún más avaricioso que Masseria. Al mismo tiempo, Maranzano se había sentido incómodo con las ambiciones y el creciente poder de Luciano y conspiró en secreto para matarlo. Cuando Tommy Lucchese alertó a Luciano de que él y Vito Genovese habían sido señalados para morir, Luciano sintió que tenía que dar el primer golpe.
El 10 de septiembre de 1931, unos gánsteres contratados por Luciano, que no eran conocidos ni por Maranzano ni por sus hombres, asesinaron a Maranzano en su oficina. Luciano se había convertido en el jefe criminal dominante en América y sustituyó el título de "jefe de jefes" por el de La Comisión para regular los asuntos nacionales de la Mafia y mediar en las disputas entre familias. También otorgó a Joseph Bonanno el liderazgo de la familia Maranzano.

### La era Bonanno
Tras la muerte de Maranzano, Joseph Bonanno recibió la mayoría de las operaciones de Maranzano. Con 26 años, Bonanno era el líder mafioso más joven del país.
Años más tarde, Bonanno afirmó que no sabía nada del complot para eliminar a Maranzano, y que sólo se enteró más tarde de que Maranzano había planeado matar a Luciano debido a una disputa sobre influencias en el Garment District. Según el relato de Bonanno, creía que reanudar la guerra con Luciano no serviría de nada, ya que éste sólo quería dirigir sus propios garitos. Sin embargo, el experto en mafia Anthony Bruno ha argumentado que era muy poco probable que Luciano le hubiera permitido vivir si hubiera seguido apoyando a Maranzano.
Bonanno dirigió a su familia hacia el juego ilegal, la usura y los narcóticos. La familia también construyó importantes intereses criminales en California y Arizona. Con el apoyo del jefe de la familia criminal de Búfalo Stefano Magaddino, Bonanno también se expandió en Canadá.
Al igual que Maranzano antes que él, Joseph Bonanno adoptó las tradiciones mafiosas del Viejo Mundo de "honor", "tradición", "respeto" y "dignidad" como principios para gobernar a su familia. Estaba más impregnado de estas tradiciones que otros mafiosos de su generación. Por ejemplo, se consideraba el "Padre" de su familia, como Maranzano lo había sido antes que él. La familia Bonanno se consideraba la más unida de las Cinco Familias porque Joseph intentó restringir la pertenencia a ella a los sicilianos de Castellammarese. Creía firmemente que los lazos de sangre y una educación siciliana estricta eran la única forma de mantener los valores tradicionales de la Mafia.
Con el paso de los años, Joseph se convirtió en un poderoso miembro de la Comisión, debido a su estrecha relación con su colega Joe Profaci. El vínculo entre ambos se hizo aún más fuerte cuando el hijo de Joseph Salvatore "Bill" Bonanno se casó con la sobrina de Profaci, Rosalie, en 1956. La alianza Bonanno-Profaci disuadió a las otras tres familias de intentar entrar en sus negocios.
La relación de poder estable entre las familias se derrumbó con la muerte de Profaci en 1962. Joseph Bonanno se vio amenazado por la alianza de Tommy Lucchese y el nuevo jefe Carlo Gambino, y por el creciente descontento dentro de su propia familia. Muchos de los miembros de la familia habían empezado a quejarse de que Joseph pasaba demasiado tiempo en su segunda casa de Tucson, Arizona.
En 1963, Bonanno hizo planes para asesinar a varios rivales de la Comisión: los jefes Tommy Lucchese, Carlo Gambino y Stefano Magaddino, así como Frank DeSimone. Bonanno buscó y consiguió el apoyo del sucesor de Profaci, Joseph Magliocco.  Magliocco no sólo estaba resentido por habérsele negado un puesto en la Comisión, sino que Bonanno y Profaci habían sido estrechos aliados durante más de 30 años antes de la muerte de Profaci. El audaz objetivo de Bonanno era hacerse con el control de la Comisión y convertir a Magliocco en su mano derecha.
A Magliocco se le asignó la tarea de matar a Lucchese y Gambino y dio el contrato a uno de sus principales sicarios, Joseph Colombo. Sin embargo, el oportunista Colombo reveló la trama a sus objetivos. Los demás jefes se dieron cuenta rápidamente de que Magliocco no podía haberlo planeado él solo. Sabiendo lo cercano que era Bonanno a Magliocco (y antes de él, Profaci), así como sus estrechos lazos matrimoniales, los otros jefes concluyeron que Bonanno era el verdadero cerebro.
La Comisión citó a Bonanno y Magliocco para que dieran explicaciones. Temiendo por su vida, Bonanno se escondió en Montreal, dejando a Magliocco a merced de la Comisión. Magliocco confesó su participación en el complot, muy afectado y con una salud delicada. La Comisión le perdonó la vida, pero le obligó a retirarse como jefe de la familia Profaci y a pagar una multa de 50.000 dólares. Como recompensa por delatar a su jefe, Colombo fue premiado con la familia Profaci.
En octubre de 1964, Bonanno regresó a Manhattan, pero el 21 de octubre de 1964, día en que estaba previsto que declarara ante un gran jurado, Bonanno fue supuestamente secuestrado por los hombres de Magaddino cuando entraba en la casa de apartamentos de Park Avenue y East 36th Street donde vivía uno de sus abogados. Las grabaciones del FBI al jefe de Nueva Jersey Sam "el Fontanero" Decavalcante revelaron que a los demás jefes les pilló por sorpresa la desaparición de Bonanno, y otras grabaciones del FBI captaron a soldados de Bonanno enfadados diciendo: "Ese hijo de puta se ha largado y nos ha dejado aquí solos"."

### La "Guerra de las Bananas"
Durante los dos años de ausencia de Bonanno, Gaspar DiGregorio aprovechó el descontento familiar por el papel de Bill Bonanno para reclamar el liderazgo de la familia. La Comisión de la Mafia nombró a DiGregorio jefe de la familia Bonanno y la revuelta de DiGregorio provocó cuatro años de luchas en la familia Bonanno, etiquetadas por los medios de comunicación como la "Guerra de las Bananas". Esto provocó una división en la familia entre los leales a Bill y los leales a DiGregorio.
A principios de 1966, DiGregorio supuestamente se puso en contacto con Bill para celebrar una reunión de paz. Bill accedió y sugirió la casa de su tío abuelo en Troutman Street en Brooklyn como lugar de reunión. El 28 de enero de 1966, cuando Bill y sus leales se acercaron a la casa, fueron recibidos a tiros. Nadie resultó herido durante este enfrentamiento.
Joe Bonanno reapareció el 17 de mayo de 1966 en Foley Square. En 1968, DiGregorio fue herido por disparos de ametralladora y más tarde sufrió un ataque al corazón. La Comisión acabó descontenta con los esfuerzos de DiGregorio por sofocar la rebelión familiar, abandonó a DiGregorio y volcó su apoyo en Paul Sciacca. En 1968, tras un ataque al corazón, Joe Bonanno puso fin a la guerra familiar al aceptar retirarse como jefe y mudarse a Arizona. Como parte de este acuerdo de paz, Bill también dimitió como consigliere y se mudó de Nueva York con su padre.

### Régimen de Rastelli

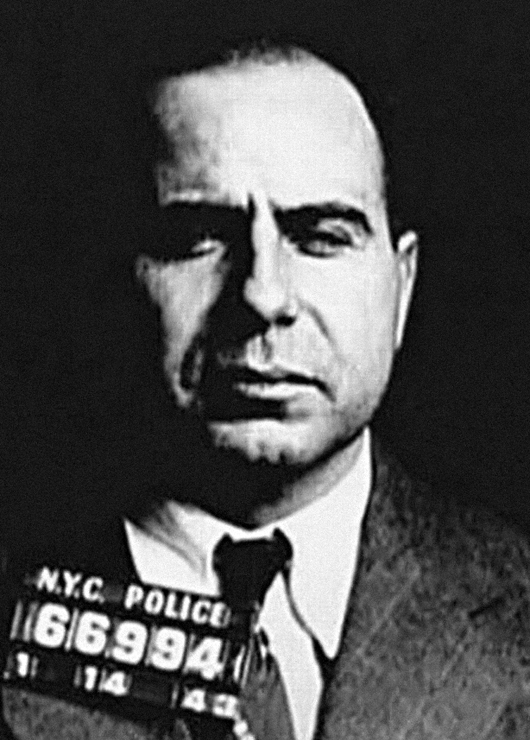
Foto de Carmine Galante en 1943

Sciacca sólo ocupó el puesto de jefe unos pocos años dando paso a Natale "Joe Diamonds" Evola, un leal a Bonanno, en 1971. El liderazgo de Evola también duró poco, y su muerte en 1973, por causas naturales, llevó a Philip "Rusty" Rastelli al puesto de jefe. El 23 de febrero de 1974, en una reunión en el Americana Hotel de Manhattan, la Comisión nombró jefe a Rastelli.
El 6 de marzo de 1975, Rastelli fue acusado de extorsión. Nueve años antes, Rastelli había establecido una asociación comercial de operadores de traileres de comida y tomado el control de la industria. Cualquier operador que se negara a unirse a la asociación y a pagar sus elevadas cuotas se enfrentaba a actos vandálicos y agresiones físicas. El 23 de abril de 1976, Rastelli fue condenado por extorsión en el Tribunal de Distrito de los Estados Unidos para el Distrito Este de Nueva York. El 27 de agosto de 1976, Rastelli fue condenado a 10 años de prisión, que se cumplirían consecutivamente tras una sentencia estatal de cuatro años por conspiración, desacato criminal al tribunal y usura.
En ausencia de Rastelli, Galante se hizo con el control de los Bonanno como jefe en funciones no oficial. Las familias del crimen de Nueva York se alarmaron ante el descarado intento de Galante de hacerse con el mercado de los estupefacientes. El jefe de la familia Genovese Frank Tieri empezó a ponerse en contacto con los líderes de la Cosa Nostra para crear un consenso para el asesinato de Galante, obteniendo incluso la aprobación del retirado Joseph Bonanno.
En 1979, recibieron un espaldarazo cuando Rastelli y Joseph Massino solicitaron la aprobación de la Comisión para asesinar a Galante; la petición fue concedida. El 12 de julio de 1979, Galante fue asesinado a tiros por tres hombres en un restaurante de la zona de Bushwick de Brooklyn.

### Donnie Brasco y el asesinato de los tres capos

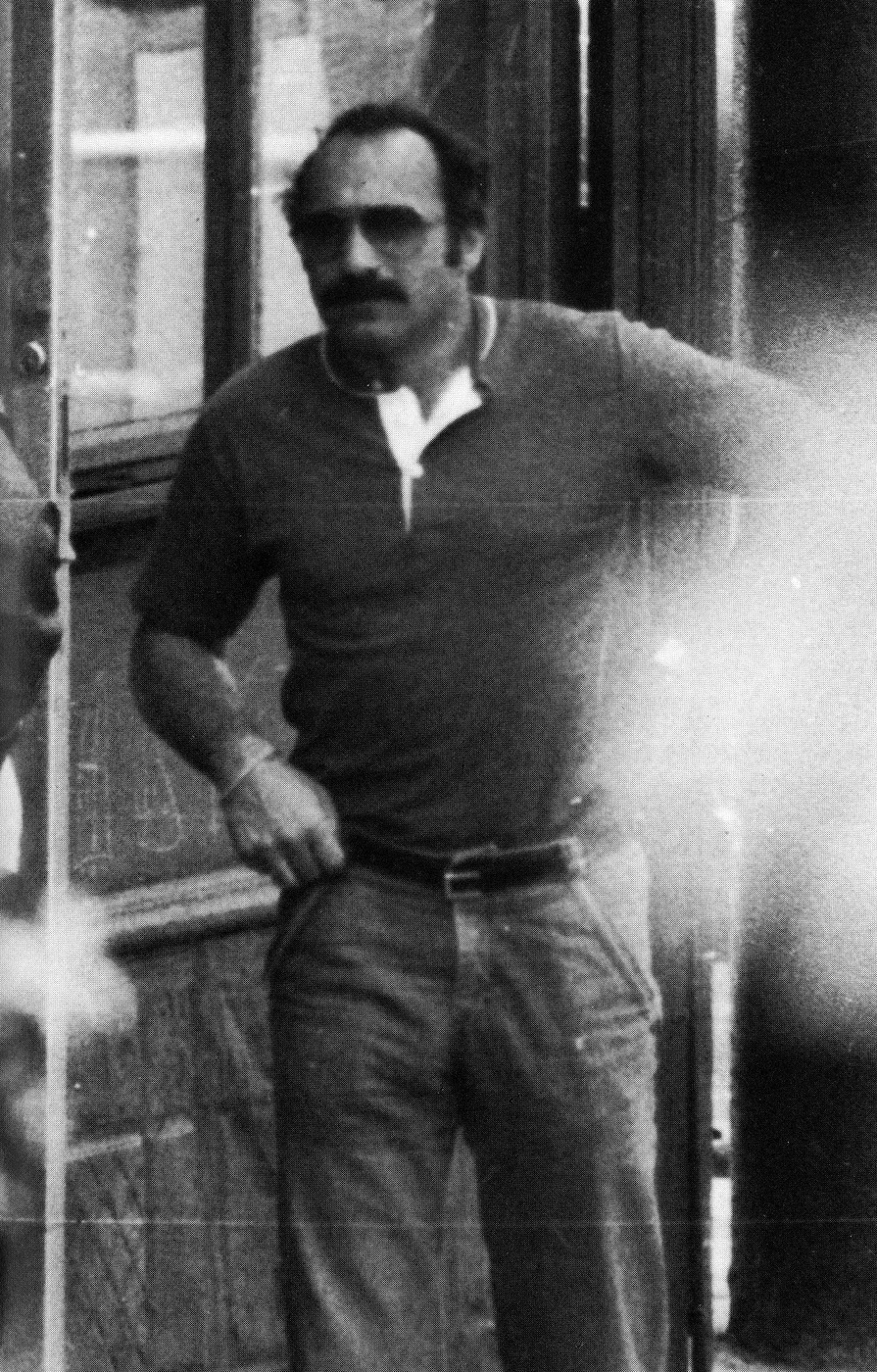
Joseph D. Pistone, alias Donnie Brasco

Joseph Pistone, alias Donnie Brasco, era un agente encubierto del FBI encargado de infiltrarse en la familia Bonanno. Tras meses de planificación, en septiembre de 1976, Pistone comenzó su operación encubierta, una operación que en principio iba a durar unos seis meses, pero que se convirtió en una de varios años.
Pistone pasó primero seis meses en la familia Colombo antes de cambiar a la familia Bonanno al desarrollar una relación con Anthony Mirra. Cuando Mirra fue enviado a prisión, Pistone fue tutelado en los caminos de la mafia por el soldado Bonanno Benjamin "Zurdo" Ruggiero, cuyo capitán era Mike "Mimi" Sabella. Tras el asesinato de Galante, Pistone se presentó ante el capo Dominick "Sonny Black" Napolitano.
Tras el golpe de Galante, Massino empezó a disputarse el poder con Napolitano. Ambos se vieron amenazados por otra facción que pretendía derrocar al jefe ausente liderada por los capos Alphonse "Sonny Red" Indelicato, Dominick "Big Trin" Trincera y Philip Giaccone. En un principio, la Comisión trató de mantener la neutralidad, pero en 1981, Massino recibió información de sus informadores de que los tres capos se estaban abasteciendo de armas automáticas y planeaban matar a los leales a Rastelli dentro de la familia Bonanno para hacerse con el control total. Massino pidió consejo al jefe de la familia criminal Colombo, Carmine Persico, y al jefe de los Gambino, Paul Castellano, quienes le dijeron que actuara de inmediato.
Massino, Napolitano y Gerlando Sciascia, un capo de origen siciliano vinculado a la familia criminal Rizzuto de Montreal, organizaron una reunión en un club social de Brooklyn con los tres capos para el 5 de mayo de 1981. Tenían a cuatro pistoleros, entre ellos Vitale y el jefe de Montreal Vito Rizzuto, afiliado a Bonanno, escondidos en un armario para tenderles una emboscada. Cuando Trinchera, Giaccone e Indelicato llegaron con Frank "Curly" Lino para reunirse con Massino, murieron tiroteados, y el propio Massino impidió que Indelicato escapara. Lino salió ileso corriendo por la puerta. El golpe mejoró aún más el prestigio de Massino, pero se vio empañado tanto por la huida de Lino como por el descubrimiento del cadáver de Indelicato el 28 de mayo.
Massino se ganó rápidamente a Lino para su bando, pero el hijo de Indelicato, Anthony "Bruno" Indelicato, juró vengarse. Napolitano asignó al socio que conocía como Donnie Brasco, al que esperaba convertir en un hombre hecho, para que matara a Indelicato. Sin embargo, la operación de Brasco terminó el 26 de julio de 1981. El trabajo encubierto de Pistone condujo a más de 200 acusaciones y más de 100 condenas de miembros de la Mafia.
El 17 de agosto de 1981, Napolitano fue asesinado a tiros en un sótano por Ronald Filocomo y Lino como castigo por admitir a Pistone en su banda. El 29 de agosto de 1981, el FBI interceptó y detuvo a Ruggiero. Ruggiero fue condenado a 15 años en virtud de la ley RICO. En febrero de 1982, Anthony Mirra, el hombre que había llevado a Pistone a la familia, también fue asesinado.
En 1985, Rastelli fue acusado junto con otros líderes de la Cosa Nostra en el Juicio de la Comisión de la Mafia, sin embargo, cuando Rastelli fue acusado por separado de cargos de chantaje laboral, los fiscales decidieron retirarlo del juicio de la Comisión. Habiendo perdido previamente su puesto en la Comisión debido a la infiltración del Brasco, la familia Bonanno sufrió menos exposición que las otras familias en este caso.

### Bajo el mando de Massino
Rastelli murió el 24 de junio de 1991. Poco después, el cuñado de Massino, Salvatore Vitale, convocó una reunión de los capos de la familia en la que Massino fue aclamado como jefe. Vitale y otros capos habían presionado a Massino para que se convirtiera en jefe desde finales de la década de 1980. Sin embargo, Massino era reacio a dar este paso mientras Rastelli viviera, citando la antigua tradición mafiosa de que un jefe conserva su título hasta que se retira o muere. Sin embargo, designó a Vitale como su mensajero mientras estuvo encarcelado y le ordenó que "me hiciera jefe" en cuanto Rastelli muriera.
Massino tenía 49 años cuando se convirtió formalmente en jefe y sabía que podía tener un largo reinado por delante si evitaba las trampas que llevaron a otros jefes a la cárcel. Con esta idea en mente, Massino adoptó una forma de hacer negocios más reservada que la que habían seguido los mafiosos durante gran parte del siglo XX. Cerró los clubes sociales de la familia, por considerarlos demasiado fáciles de pinchar. Prácticamente puso fin a los chanchullos conjuntos con otras familias, por considerar que depender de otras familias entrañaba demasiados riesgos. También racionalizó la cadena de mando de la familia, asignando a un grupo de capos la supervisión de una empresa concreta y la rendición de cuentas a Vitale, a quien nombró subjefe. Cuando Massino obtuvo la libertad supervisada en 1992, mantuvo a Vitale como su mensajero hasta 1995, ya que Massino no podía asociarse con mafiosos conocidos. Sin embargo, como Vitale nunca había sido condenado por un delito relacionado con la mafia, el FBI no tenía motivos para sospechar de que los dos cuñados se reunieran.
Massino se enfadó por el libro delator de su tocayo Bonanno, Un hombre de honor, por considerarlo una grave violación del código de omertà. Con ese fin, cambió el nombre de la familia a "la familia Massino". Al mismo tiempo, prohibió a los miembros de la familia pronunciar su nombre. En su lugar, debían señalarse las orejas al referirse a él, un guiño a cómo el jefe Genovese Vincent Gigante decía a sus hombres que se señalaran la barbilla en lugar de utilizar su nombre. Recordando lo cerca que había estado Pistone/Brasco de convertirse en un hombre hecho, Massino exigía que cualquier futuro soldado estuviera "fichado" por un hombre hecho durante al menos ocho años antes de convertirse en un hombre hecho. También animó a sus hombres a que ofrecieran a sus hijos como voluntarios para ser miembros, ya que creía que sería menos probable que se convirtieran en delatores y serían más leales. Sin embargo, la familia ya tenía una reputación de lealtad. Había sido la única familia en la historia moderna de la Mafia de Nueva York (es decir, desde la Guerra de los Castellammarenses) que nunca había tenido un hombre infiltrado que se convirtiera en informante o testigo del gobierno. Massino lo utilizó como motivo de orgullo para unir a su familia criminal.
En pocos años, los Bonanno habían recuperado su puesto en la Comisión con la ayuda de John Gotti. En 1998, una oleada de condenas en otras familias dejó a Massino como el único capo neoyorquino de pleno derecho que no estaba en la cárcel. El FBI le consideraba el capo más poderoso del país. Su posición le permitía establecer políticas generales para toda la mafia de Nueva York.

### Caída de Massino y su pase a ser testigo del Gobierno

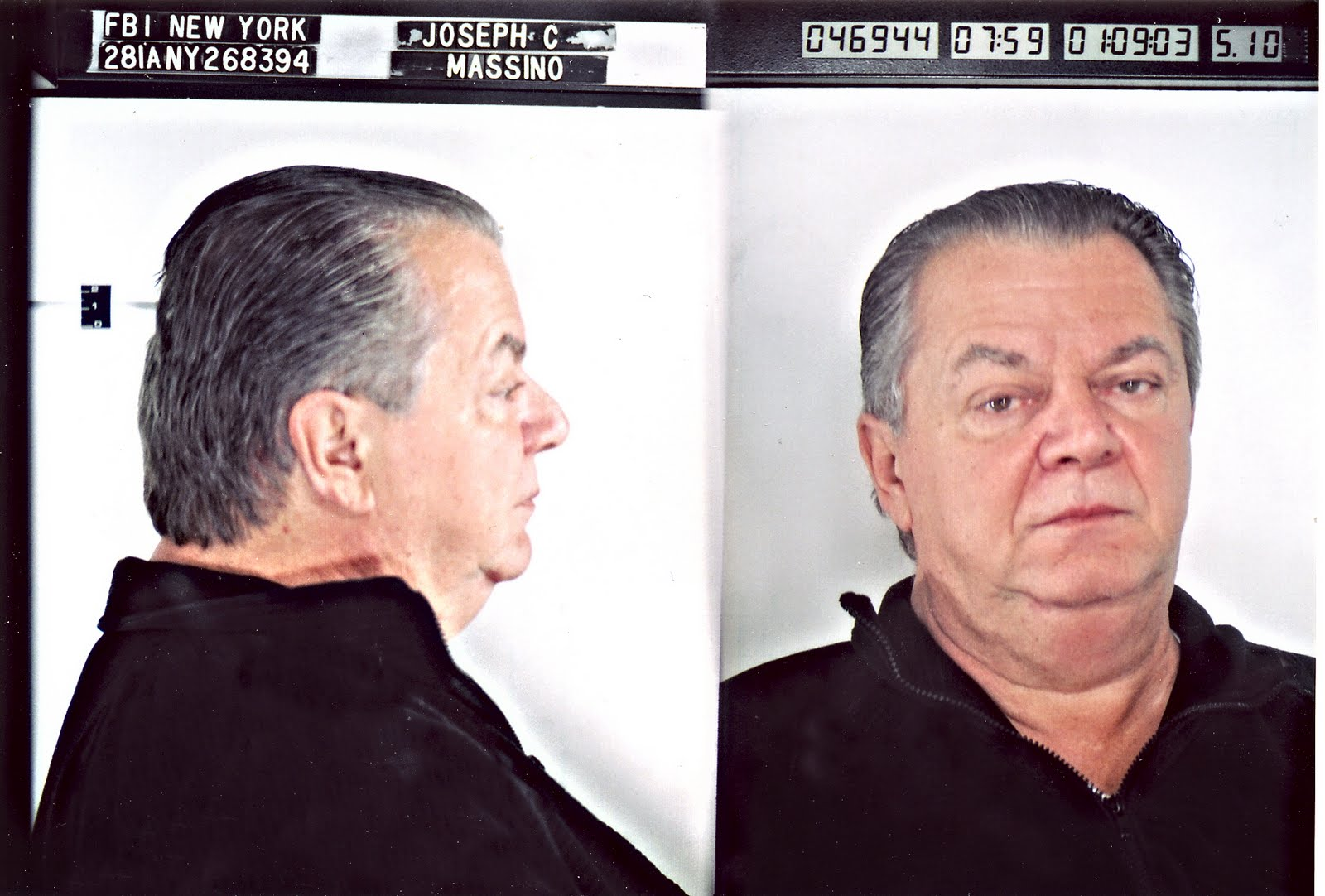
Foto policial del FBI de Joseph Massino

La familia logró evitar ser atrapada por el FBI hasta el año 2000 cuando un par de contables forenses que normalmente trabajaban en casos de fraude financiero descubrieron que Barry Weinberg, un empresario que se había asociado con el capo Richard Cantarella en varios aparcamientos, no había declarado ingresos por valor de millones de dólares durante una década. Cuando se le dijo que se enfrentaba a una larga pena de prisión a menos que llevara un micro e incriminara a sus socios Bonanno, Weinberg accedió a cooperar. Otro de los socios de Weinberg, Augustino Scozzari, también accedió a cooperar. Entre los dos, Weinberg y Scozzari consiguieron cientos de declaraciones incriminatorias de Cantarella y su banda.
En octubre de 2002, armado con estas pruebas, el gobierno consiguió una acusación RICO de 24 cargos contra 21 soldados Bonanno y asociados. Los nombres más importantes de la acusación eran Cantarella -que actuaba como subjefe en funciones mientras Vitale estaba a la espera de sentencia por usura y blanqueo de dinero- y el capo Frank Coppa. Coppa, que ya estaba cumpliendo condena por fraude, aceptó convertirse en informador antes que enfrentarse a la posibilidad de una condena adicional que le enviaría a prisión de por vida. Fue el primer hombre hecho en la historia de la familia Bonanno en convertirse en informador. Poco después le siguió el subjefe en funciones Cantarella, participante en el asesinato de Mirra, que se enfrentaba a cargos de crimen organizado y asesinato y a quien Coppa había implicado en el asesinato de Perrino junto con Vitale. Un tercero, Joseph D'Amico, se convirtió posteriormente en testigo del Gobierno a sabiendas de que Cantarella podría implicarle también en el asesinato. Todas estas deserciones dejaron a Massino, por fin, vulnerable a cargos graves.
El 9 de enero de 2003, Massino fue arrestado y acusado, junto a Vitale, Frank Lino y el capo Daniel Mongelli, en una acusación exhaustiva de crimen organizado. Los cargos contra el propio Massino incluían ordenar el asesinato de Napolitano en 1981. A Massino se le denegó la libertad bajo fianza, y Vincent Basciano asumió el cargo de jefe en funciones en su ausencia. Massino contrató para su defensa a David Breitbart, un abogado que originalmente había querido que le representara en su juicio de 1987.
Otros tres "made men" Bonanno decidieron cooperar antes de que Massino fuera juzgado. El primero fue James Tartaglione previendo que en breve también sería acusado. Acudió al FBI y accedió a llevar un micrófono mientras permaneciera en libertad. El segundo fue Salvatore Vitale. Bajo custodia, Massino volvió a hacer correr la voz, ante una familia Bonanno receptiva, de que quería matar a Vitale. Tras enterarse por Coppa y Cantarella de los planes anteriores de Massino de matar a su cuñado, los fiscales informaron a Vitale. Vitale ya estaba descontento por la falta de apoyo que él y su familia recibieron de Massino tras su detención. El día que fue procesado junto a Massino, Vitale decidió delatarse en cuanto fue seguro hacerlo; llegó formalmente a un acuerdo con los fiscales en febrero. Poco después le siguió Lino, sabiendo que Vitale podría implicarle también en el asesinato. También se fugó Duane Leisenheimer, un antiguo socio de Bonanno, preocupado por su seguridad después de que un investigador del equipo de defensa de Massino le visitara para averiguar si tenía intención de fugarse.
Cuando comenzó el juicio, Massino se enfrentaba a 11 cargos RICO por siete asesinatos (debido a la posibilidad de que los fiscales pidieran la pena de muerte por el asesinato de Sciascia, ese caso se separó para juzgarlo por separado), incendio provocado, extorsión, usura, juego ilegal y blanqueo de dinero. Para entonces, la revista Time había apodado a Massino como "el Último Don", en referencia a su condición de único capo de Nueva York que no cumplía condena en prisión en ese momento. El nombre se quedó.
Tras deliberar durante cinco días, el jurado declaró a Massino culpable de los once cargos el 30 de julio de 2004. Su sentencia se fijó inicialmente para el 12 de octubre, y se esperaba que recibiera una pena de cadena perpetua sin posibilidad de libertad condicional. El jurado también aprobó el día del veredicto la confiscación de 10 millones de dólares recomendada por los fiscales sobre las ganancias de su reinado como jefe de los Bonanno.
Inmediatamente después de su condena el 30 de julio, cuando se aplazó el juicio, Massino solicitó una reunión con el juez Garaufis, donde hizo su primera oferta de cooperación. Lo hizo con la esperanza de salvar su vida; se enfrentaba a la pena de muerte si era declarado culpable del asesinato de Gerlando Sciascia. De hecho, uno de los últimos actos de John Ashcroft como fiscal general fue ordenar a los fiscales federales que pidieran la pena de muerte para Massino. Massino se convertiría así en el primer jefe de la mafia ejecutado por sus crímenes, y en el primer jefe de la mafia condenado a muerte desde que Lepke Buchalter fuera ejecutado en 1944.
Massino afirmó posteriormente que decidió convertirse en informante debido a la perspectiva de que su esposa y su madre tuvieran que ver sus casas confiscadas por el gobierno. Los autores y periodistas especializados en mafia Anthony D. DeStefano y Selwyn Raab consideran que el giro de tantos "hombres hechos" fue un factor que desilusionó a Massino con la Cosa Nostra, el primero asumiendo también que Massino había decidido cambiar de bando "mucho antes del veredicto". Massino fue el primer jefe en activo de una familia del crimen de Nueva York en convertirse en testigo del Gobierno y el segundo en la historia de la Mafia estadounidense en hacerlo (El jefe de la familia criminal de Filadelfia, Ralph Natale, se había vuelto testigo del gobierno en 1999 cuando se enfrentó a cargos por drogas).

### Liderazgo de Basciano y Montagna

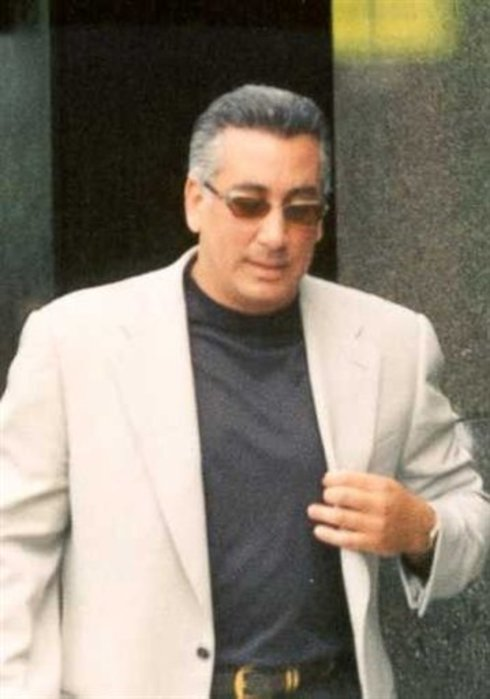
Vincent Basciano

En julio de 2004, los fiscales federales de Brooklyn afirmaron haber condenado a 75 mafiosos o asociados de la familia Bonanno en los cuatro años anteriores. En junio de 2005, 12 miembros y asociados de la familia Bonanno, siete de ellos mayores de 70 años, incluido el consigliere en funciones Anthony Rabito, fueron acusados y detenidos por dirigir una red de apuestas de 10 millones de dólares al año. ".
Tras la detención de Massino, Vincent Basciano se convirtió en el jefe en funciones. En 2006, Basciano fue condenado en un juicio por asociación ilícita por intento de asesinato y por dirigir una operación de apuestas ilegales. Sin embargo, debido a un jurado en desacuerdo, no fue condenado por el asesinato de Frank Santoro en 2001.
Tras el primer juicio por asesinato de Basciano, los fiscales volvieron a juzgarle por los cargos en los que el jurado había fallado en el primer juicio. El 1 de agosto de 2007, Basciano fue declarado culpable de asesinar a Santoro, que intentó secuestrar al hijo de Basciano, y posteriormente fue condenado a cadena perpetua. Nombró al empresario de Brooklyn Salvatore "Sal el Ferretero" Montagna como su "jefe en funciones" durante sus juicios. Montagna estaba estrechamente relacionado con la facción siciliana de los Bonanno, incluidos Baldo Amato y el capo Cesare Bonventre. Nicholas "Nicky Mouth" Santora actuó como "subjefe en funciones" y Anthony Rabito como supuesto consigliere.

### Mancuso y el jefe en funciones Cammarano Jr.
En 2013, Michael Mancuso fue nombrado nuevo jefe oficial de la familia Bonanno mientras cumplía condena en prisión. El subjefe de Mancuso, Thomas DiFiore, asumió el cargo de jefe en funciones en su ausencia, pero fue sustituido por Joseph Cammarano Jr en 2014 tras la detención, declaración de culpabilidad y condena a 21 meses de prisión de DiFiore. En diciembre de 2016, el FBI observó cómo más de una docena de miembros de alto rango de la familia ofrecían una cena juntos en reconocimiento a Cammarano Jr.
El socio de Bonanno, Charles "Charlie Pepsi" Centaro, fue condenado a 33 meses de prisión el 15 de septiembre de 2015, tras ser declarado culpable de blanqueo de dinero; se alegó que había blanqueado más de 500.000 dólares. Centaro, junto con el socio de Bonanno/Gambino Franco Lupoi estaban implicados en una gran operación de tráfico de cocaína, heroína y armas que se extendía desde Nueva York hasta Italia. La familia criminal Gambino de Nueva York y la 'Ndrangheta de Calabria también estaban implicadas.
En noviembre de 2017, el FBI detuvo en Nueva York a varias personas, entre ellas miembros y asociados de las familias delictivas Bonanno y Gambino, acusadas de tráfico de estupefacientes, usura y delitos con armas de fuego. Entre ellos se encontraba Damiano Zummo, conocido capitán en funciones de la familia Bonanno. En noviembre de 2015, Zummo participó en el ceremonia de inducción de un agente de policía encubierto, que fue grabado en secreto, en Canadá. Zummo desempeñó un papel importante en la ceremonia y nombró a otras personas de mayor nivel en la organización en la grabación. Un funcionario del tribunal de Brooklyn declaró más tarde: "La grabación de una ceremonia secreta de inducción es un logro extraordinario para las fuerzas del orden y asesta un golpe importante a La Cosa Nostra." La grabación también condujo a la detención de 13 mafiosos.
El 12 de enero de 2018, ocho miembros de la familia Bonanno fueron detenidos y acusados de crimen organizado, extorsión y delitos relacionados. El jefe callejero Joseph Cammarano Jr. y consigliere John "Porky" Zancocchio. También fueron arrestados los miembros Genovese y Lucchese Ernest Montevecchi y Eugene "Boopsie" Castelle. Los cargos fueron agresión y ayuda con resultado de lesiones corporales graves, extorsión, usura, fraude electrónico y postal, distribución de estupefacientes, conspiración para cometer asesinato, conspiración de extorsión, chantaje y conspiración de chantaje. Joseph "Joe Valet" Sabella fue identificado como capitán y George Tropiano como capo en funciones. Miembros de La Cosa Nostra Domenick Miniero, Albert "Al Muscles" Armetta y Joseph "Joey Blue Eyes" Santapaolo fueron acusados de cargos RICO y conspiración para extorsión, Armetta fue acusado de agredir a una persona en Halloween en 2015.
El 15 de agosto de 2018, la jueza Dora Irizarry condenó a Ronald Giallanzo, sobrino de Vincent Asaro y excapitán en funciones de los Bonanno, a 14 años de prisión. Giallanzo fue detenido previamente en marzo de 2017 junto a los soldados Bonanno Michael Palmaccio y Nicholas Festa. Festa y Palmaccio admitieron haber extorsionado a siete personas y pagaron cada uno 500.000 dólares en concepto de decomiso. Giallanzo fue acusado de dirigir un negocio de préstamos usureros y un negocio de apuestas ilegales entre 1998 y 2017. Aceptó pagar 1,25 millones de dólares en confiscación y vender su mansión de cinco dormitorios en Howard Beach, Queens, que fue construida con los ingresos criminales de su negocio de préstamos ilegales. Se le ordenó pagar 268.000 dólares en restitución a sus víctimas y admitió su participación en la ampliación y cobro de préstamos extorsivos a cinco individuos.
En octubre de 2018, Sylvester Zottola ("Sally Daz"), de 71 años, socio de la familia Bonanno, recibió un disparo mortal en un McDonald's de Webster Avenue en el Bronx; las autoridades describieron el asesinato como un asesinato de estilo mafioso. El asesinato se produjo después de varios ataques dirigidos contra Zottola, y su hijo, Salvatore Zottola, durante los meses anteriores. Según los expedientes judiciales, el mayor de los Zottola había sido un estrecho colaborador de Vincent Basciano. En octubre de 2018, los fiscales federales acusaron a Bushawn Shelton, presunto miembro de alto rango de la banda Bloods, de intentar contratar a un sicario para matar a Sylvester y Salvatore Zottola. En junio de 2019, los fiscales federales emitieron una acusación sustitutiva, en la que acusaban a Anthony Zottola Sr. (hijo de Sylvester Zottola y hermano de Salvatore Zottola), Shelton y otras seis personas de conspiración de asesinato por encargo y cargos relacionados. El documento de acusación alegaba que Anthony Zottola Sr. contrató a Shelton para organizar el golpe, y que "Shelton, a su vez, subcontrató el trabajo a varios otros miembros de los Bloods". El caso está a la espera de juicio, y es posible que las autoridades federales soliciten la pena de muerte.
El 13 de marzo de 2019, Cammarano Jr. y Zancocchio fueron absueltos de los cargos de asociación ilícita y conspiración para cometer extorsión. El 25 de mayo de 2019, murió el antiguo consigliere de la familia Anthony Graziano.

### Conexión Castellammarense
En 2020, la policía italiana junto con el FBI descubrieron un fuerte vínculo entre los Bonanno y la familia mafiosa de Castellammare del Golfo, en concreto con Francesco Domingo. Durante las investigaciones se siguieron varios encuentros entre Domingo y miembros de la familia Bonanno. Según los informes, el jefe siciliano es considerado el punto de referencia para los afiliados de los Bonanno en Sicilia. La mayoría de las cumbres y reuniones se celebraban en casa de Domingo, en el barrio de Gagliardetta, en Castellammare del Golfo.

### Posición actual de la familia
Para 2022, Michael Mancuso seguía siendo el jefe oficial de la familia Bonanno. El 9 de marzo de 2022, el jefe Michael Mancuso fue detenido y está siendo investigado por violar los términos de su libertad supervisada al asociarse con miembros del crimen organizado.
Vito Grimaldi, antiguo capo de la familia y suegro de Joseph Cammarano Jr, murió el 15 de julio de 2022. Mancuso ordenó a Cammarano Jr. que no asistiera al velatorio de Grimaldi el 19 de julio de 2022, pero éste desobedeció a Mancuso y acudió de todos modos a la funeraria de Glen Cove donde se celebraba el velatorio. Allí, algunos mafiosos Bonanno se enfrentaron a Cammarano Jr. cuando se acercaba al ataúd de Grimaldi y le agredieron, tirándole al suelo, pero él y su hermano Dino, también presente, fueron protegidos por una multitud de moteros del Crazy Pistons Motorcycle Club de Brooklyn, quienes, junto con los Cammarano, se enzarzaron en un enfrentamiento con los otros mafiosos. Tras finalizar la refriega, los capos de la familia Bonanno Ernest "Ernie" Aiello y John "Johnny Mulberry" Sciremammano, así como el soldado John "Johnny Joe" Spirito Jr, quedaron ensangrentados y maltrechos en el suelo. Al preguntársele por el incidente, el abogado de Mancuso, Stacey Richman, dijo: "Niego categóricamente la acusación" con respecto a que Mancuso ordenara la agresión a Cammarano Jr. Una fuente policial declaró "Es difícil predecir si habrá represalias, una reacción violenta habría sido una respuesta instintiva hace unas décadas, pero la mafia ha dejado de golpear a la gente en estos días, pero eso sigue siendo un temor."
El 16 de agosto de 2022, dos acusaciones del Distrito Este de Nueva York acusaron a nueve miembros y asociados de las familias Bonanno y Genovese de apuestas ilegales, conspiración de blanqueo de dinero, obstrucción a la justicia y otros delitos. Entre los mafiosos Bonanno acusados se encontraban el capo Anthony "Little Anthony" Pipitone, el soldado Vito Pipitone, que fue detenido en Wellington, Florida y compareció ante un tribunal federal de Miami, el socio Agostino Gabriele y el detective corrupto del Departamento de Policía del Condado de Nassau Héctor Rosario. La acusación alegaba que los Bonanova y los Genoveses operaban conjuntamente un establecimiento de juego ilegal en Lynbrook llamado Gran Caffe. Los ingresos de esa operación se blanqueaban mediante transferencias en efectivo a los acusados y luego se entregaban a los líderes de la familia. Además, las dos familias controlaban salones de juego ilegales en varios otros establecimientos, y la familia Bonanno los gestionaba en La Nazionale Soccer Club, el Glendale Sports Club y el Soccer Club de Rockaway Avenue, Valley Stream. El detective Rosario supuestamente aceptó sobornos de los miembros de la familia Bonanno a cambio de ofrecerse a organizar redadas policiales en locales de juego de la competencia. Fue acusado de obstruir una investigación del gran jurado y de mentir al FBI, y posteriormente suspendido sin sueldo del Departamento de Policía.

## Liderazgo histórico

### Jefe (oficial y en funciones)
- 1909-1912 - Sebastiano DiGaetano - dimitió
- 1912-1930 - Nicolo Schirò - huyó
- 1930-1931 - Salvatore Maranzano - asesinado el 10 de septiembre de 1931[7]
- 1931-1968 - Joseph "Joe Bananas" Bonanno - el 21 de octubre de 1964, Bonanno desapareció; sustituido a la fuerza como jefe por la comisión;[22] la familia del crimen se dividió en dos facciones; en mayo de 1966, Bonanno reapareció; se retiró oficialmente tras un ataque al corazón en 1968.
  - Disputado 1964-1966 - Gaspar "Gasparino" DiGregorio - instalado cuando Bonanno desapareció y más tarde sustituido a la fuerza por la Comisión[22]
  - Interino 1966-1968 - Paul Sciacca[19] - para la facción de DiGregorio.
- 1968-1971 - Paul Sciacca - dimitió
- 1971-1973 - Natale "Joe Diamonds" Evola[19] - murió el 28 de agosto de 1973[139]
- 1973-1991 - Phillip "Rusty" Rastelli[19] - encarcelado 1975-1984 y 1986-1991[12]
  - (no oficial)[28] 1974-1979 - Carmine "Cigar" Galante[19] - asesinado el 12 de julio de 1979[12]
  - En funciones 1979-1983 - Salvatore "Sally Fruits" Farrugia - nombrado por la Comisión[140]
  - En funciones 1987-1991 - Anthony "Old Man" Spero[19] - condenado a cadena perpetua en 2002, fallecido en 2008.
- 1991-2004 - Joseph "Big Joey" Massino - encarcelado en enero de 2003, se convirtió en informante del gobierno en octubre de 2004.
  - En funciones 1991-1993 - Anthony "Old Man" Spero
  - 2003-2004 - Anthony "Tony Green" Urso - encarcelado en enero de 2004
  - En funciones 2004 - Vincent "Vinny Gorgeous" Basciano - se convirtió en jefe oficial
- 2004-2011 - Vincent "Vinny Gorgeous" Basciano - encarcelado en noviembre de 2004, en julio de 2007 recibió cadena perpetua, dimitió
  - 2004-2006 - Michael "La Nariz" Mancuso - encarcelado en febrero de 2006
  - En funciones 2006-2009 - Salvatore "Sal the Iron Worker" Montagna - deportado a Canadá en abril de 2009,[141] tiroteado y asesinado en noviembre de 2011.
  - En funciones 2010-2012 - Vincent "Vinny T.V." Badalamenti - encarcelado en enero de 2012[142]
- 2013-presente - Michael "La Nariz" Mancuso[103] - puesto en libertad el 12 de marzo de 2019.
  - En funciones 2013-2014 - Thomas "Tommy D" DiFiore[143] - detenido el 23 de enero de 2014
  - En funciones 2014-2015 - John "Johnny Skyway" Palazzolo - arrestado el 27 de marzo de 2015, por violar la libertad condicional.[144]
  - En funciones 2015-2019 - Joseph "Joe Saunders" Cammarano Jr.[145] - acusado de chantaje y extorsión el 12 de enero de 2018, absuelto el 13 de marzo de 2019[146][147][115][129]

### Jefe callejero
El Jefe callejero es el responsable de transmitir las órdenes a los miembros de menor rango. En algunos casos, un grupo dirigente (de capos) sustituye al jefe callejero. La familia puede optar por formar un grupo de capos si el jefe muere, va a la cárcel o está incapacitado. Durante la guerra familiar de los años sesenta, un grupo de capos controlaba la toma de decisiones de la familia. En algunos casos, el capo en funciones utiliza a un capo callejero para desviar la atención de las fuerzas del orden.
- 1964-1968 - Frank Labruzzo - lideró la facción Bonanno
- 1964- Panel gobernante - Gasparino DiGregorio, Angelo Caruso, Nicolino Alfano, Joseph Notaro, Thomas D'Angelo, Natale Evola, Joseph DeFilippo, Peter Crociata y Paul Sciacca
- 1964-1965 - Grupo dirigente - Gasparino DiGregorio, Angelo Caruso y Nicolino Alfano
- 1977 - Jurado - Nicholas "Nicky Glasses" Marangello, Mickey Zaffarano y Stefano "Stevie Beefs" Cannone
- 2009-2010 - Grupo de expertos - Joseph Sammartino Sr. (capo en Nueva Jersey),[148][149] los demás miembros son desconocidos
- 2010-2012 - Joseph "Joe Bosch" Bosco - trabajó con Vincent Badalamenti
- 2012-2013 - Ruling panel - Vincent Asaro, Anthony Rabito, y Thomas DiFiore[150]
- 2014-2015 - John "Johnny Joe" Spirito Jr. - trabajó con John Palazzolo
- 2009-presente - John "Johnny Skyway" Palazzolo

### Subjefe (oficial y en funciones)
- 1915-1921 - Stefano Magaddino - huyó a Buffalo
- 1921-1930 - Vito Bonventre - asesinado el 15 de julio de 1930
- 1930-1931 - Joseph Bonanno - se convirtió en jefe
- 1931-1932 - Angelo Caruso[14]
- 1932-1955 - Francesco "Frank Caroll" Garofalo[14]
- 1955-1962 - Giovanni Bonventre[151] - huyó a Sicilia en 1950.
- 1962-1968 - Giovanni "Johnny Morales" Morale[152][14]
  - En funciones 1965-1968 - Pietro "Skinny Pete" Crociata - para la facción DiGregorio
  - 1968 - Frank "Russo" Mari - para la "facción DiGregorio", asesinado.
- 1968-1971 - Natale "Joe Diamonds" Evola - se convirtió en jefe
- 1971-1973 - Phillip "Rusty" Rastelli - se convierte en jefe.
- 1973-1979 - Nicholas "Nicky Gafas" Marangello (degradado)[23]
- 1981-1991 - Joseph "Big Joe" Massino (encarcelado en 1984)
  - En funciones 1984-1991 - Louis "Louie Ha Ha" Attanasio
- 1992-2003 - Salvatore "Handsome Sal" Vitale (se convirtió en informante del FBI en marzo de 2003)
  - En funciones 2001-2002 - Richard "Shellackhead" Cantarella (se convirtió en informante del FBI en diciembre de 2002, y en junio de 2004 testificó contra el jefe de los Bonanno Joseph Massino.)[153]
  - En funciones 2003-2004 - Joseph "Joe C." Cammarano Sr.
  - En funciones 2004 - Michael "The Nose" Mancuso - se convirtió en jefe en funciones
- 2004-2007 - Nicholas "Nicky Mouth" Santora - Encarcelado en 2007
- 2013-2015 - Thomas DiFiore[103]
  - En funciones 2015 - Joseph Cammarano Jr.[145]
- 2015-2019 - Joseph Cammarano Jr.[145] - acusado el 12 de enero de 2018, absuelto el 13 de marzo de 2019[115][129]
- 2019-presente - Desconocido

### Consigliere (oficial y en funciones)
- c. 1930s - Frank Italiano[14]
- 1932-1939 - Phillipe Rapa[14]
- 1940-1964 - John Tartamella[14]
- 1964-1968 - Salvatore "Bill" Bonanno[14]
  - En funciones 1965-1968 - Nicolino "Nick" Alfano - para la facción DiGregorio
  - En funciones 1968 - Michael "Mike" Adamo
- 1968-1971 - Phillip "Rusty" Rastelli (ascendido a subjefe en 1971)
- 1971-1974 - Joseph DiFilippi[154]
- 1974-1984 - Stefano "Stevie Beefs" Cannone[155]
- 1984-2001 - Anthony Spero (jefe en funciones de 1987 a 1993, fallecido el 29 de septiembre de 2008)[156][157]
  - En funciones 1987-1992 - Joseph Buccellato
  - 1999-2001 - Anthony "T.G." Graziano. Graziano - se convirtió en consigliere oficial
- 2001-2010 - Anthony "T.G." Graziano
  - En funciones 2001-2003 - Anthony "Tony Green" Urso - se convirtió en jefe en funciones
  - En funciones 2004-2007 - Anthony "Fat Tony" Rabito - encarcelado
- 2010-2015 - Anthony "Tony el Gordo" Rabito 
  - En funciones 2012-2013 - Ernest "Ernie" Aiello
  - En funciones 2013-2014 - Vincent "Vinny T.V." Badalamenti
  - En funciones 2014-2015 - Simone Esposito
- 2015-2016 - Simone Esposito - fue archivado y posteriormente acusado el 12 de enero de 2018[115]
- 2016-2019 - John "Porky" Zancocchio - acusado el 12 de enero de 2018, absuelto el 13 de marzo de 2019[115][129]
  - En funciones 2017-2019 - Vincent "Vinny T.V." Badalamenti - ejerció de Consigliere de la facción de Mancuso.
- 2019-presente - Desconocido

## Miembros actuales de la familia

### Administración
- Jefe - Michael "The Nose" Mancuso - actual jefe oficial de la familia criminal Bonanno. Antes de unirse a la familia Bonanno, Mancuso estuvo afiliado a la East Harlem Purple Gang. En agosto de 1984, Mancuso disparó y mató a su esposa, por lo que fue condenado a 10 años de prisión.[158] Fue detenido en Las Vegas el 16 de febrero de 2006, por ordenar el asesinato de su socio Randolph Pizzolo el 30 de noviembre de 2004.[159][160] El 16 de diciembre de 2008, el juez Nicholas Garaufis condenó a Mancuso a 15 años de prisión por el asesinato de Pizzolo.[161] Mancuso fue puesto en libertad el 12 de marzo de 2019.[162] El 9 de marzo de 2022, Mancuso fue detenido y está siendo investigado por violar los términos de su libertad supervisada al asociarse con miembros del crimen organizado.[163]
- Jefe Callejero - John "Johnny Skyway" Palazzolo - miembro de alto rango de la facción del Bronx, Palazzolo fue incorporado a la familia en 1977, junto a Frank Coppa Sr., Cesare Bonventre y Baldassare "Baldo" Amato. En 2012, Palazzolo salió de la cárcel tras cumplir una condena de 10 años por intento de asesinato.[164] En 2014, Palazzolo se convirtió en jefe en funciones del entonces encarcelado Michael Mancuso, pero fue detenido el 27 de marzo de 2015 por violar la libertad condicional. Se le observó reunido con el consigliere Anthony "Fat Tony" Rabito y otros miembros de Bonanno. Fue condenado a cumplir un año y un día de prisión y fue puesto en libertad en 2016.[165]
- Subjefe - Desconocido
- Consigliere - Desconocido

### Caporegimes
Facción Queens
- Jerome "Jerry" Asaro - capo de la banda Howard Beach-Asaro. Su padre es Vincent Asaro. En 2014, Asaro fue acusado de exhumar el cadáver de una víctima de asesinato del hampa Paul Katz que fue estrangulado con una cadena de perro por su padre Vincent Asaro y James Burke.[166] El 15 de junio de 2020, Asaro fue puesto en libertad.[167]
- Anthony "Little Anthony" Pipitone - capo que operaba en Queens, Brooklyn y Long Island. El 7 de octubre de 2009, Pipitone fue procesado junto con el capo Joseph Sammartino, el capo Anthony Sclafani, el capo en funciones Joseph Loiacono, los soldados Frank Pastore y Paul Spina, entre otros miembros, por cargos de crimen organizado.[168][169] En junio de 2016, Pipitone fue condenado a dos años de prisión por violar su libertad condicional cuando asistió a una fiesta de Navidad de la familia Bonanno en Staten Island.[170] Pipitone había cumplido condena en prisión por apuñalar a dos hombres, después de que estos rompieran los cristales de un restaurante relacionado con la mafia en Whitestone, Queens.[171] El 16 de agosto de 2022, Pipitone fue uno de los nueve hombres arrestados, incluido su hermano menor Vito, y acusado de crimen organizado, blanqueo de dinero, apuestas ilegales, conspiración, obstrucción a la justicia y otros cargos.[137][138] Se detuvo a miembros de las familias Bonnano y Genovese. El grupo utilizaba empresas tapadera en Queens y Long Island para blanquear los beneficios ilegales.[137][138] Pipitone fue puesto en libertad bajo fianza de 2 millones de dólares.[137][138]

La facción de Brooklyn
- Joseph "Joe Desi" DeSimone - capo que operaba desde Brooklyn y Queens. En 1981, DeSimone estuvo implicado en el asesinato de su propio capo Philip Giaccone y en los asesinatos de otros dos capos Dominick Trinchera y Alphonse Indelicato.[172] En 2016, salió de prisión y violó la libertad supervisada, por lo que fue enviado de nuevo a prisión.[173] El 10 de noviembre de 2017 fue puesto en libertad.[174] En mayo de 2018, DeSimone y el capo de la familia Genovese John Brescio fueron investigados por su relación con el casino Parx.[175]

La facción del Bronx
- Ernest "Ernie" Aiello - capo que operaba desde el Bronx.[136] Aiello solía ser capo en funciones de Nicholas "Nicky Mouth" Santora junto con Vito Badamo.[176] En 2012, él y el capo en funciones John "Johnny Joe" Spirito Jr, así como entre 20 y 25 mafiosos Bonanno irrumpieron en el Club Coddington, gestionado por la familia Lucchese en el Bronx, como "demostración de fuerza".[177] El incidente surgió después de que el jefe en funciones de la familia Lucchese Matthew Madonna declarara que no reconocía a Michael Mancuso como el jefe de la familia Bonanno.[177] El 9 de julio de 2013, Aiello y otros ocho mafiosos de la familia Bonanno, entre ellos Santora y Badamo, fueron acusados de corrupción empresarial, juego, usura, extorsión y narcotráfico.[176][178] El caso terminó en juicio nulo el 10 de mayo de 2016.[179][180]

Facción de Staten Island
- (En prisión) Joseph "Joe Valet" Sabella - capo que operaba desde Staten Island y Brooklyn. En 2019, Sabella fue condenado a 87 meses de prisión por su participación en el vertido de material ilegal en el sitio de GNL en Rossville, Staten Island.[181][182] Sabella está actualmente encarcelado con una fecha de puesta en libertad prevista para el 23 de octubre de 2025.[183]

Facción de Long Island
- John "Johnny Mulberry" Sciremammano - capo que opera desde Long Island. En junio de 2004, Sciremammano fue arrestado por dirigir una red de apuestas deportivas ilegales desde Skybox Lounge, en Island Park, y transferir el dinero a cuentas en Costa Rica.[184]

Facción de Nueva Jersey
- Louis "Louie el rompepiernas" Civello Sr. - capo de la banda de Nueva Jersey. En 2015, Civello junto con su hijo Louis Civello Jr. estaban siendo investigados debido a su propiedad de NJDAM y su implicación en fraudes relacionados con el automóvil.[185]

## Bandas familiares
- Knickerbocker Ave Zips, también conocida como la facción siciliana' - que operaba desde Bushwick, Brooklyn y los barrios de Queens de Ridgewood, Glendale, Middle Village y Maspeth.[186] En la década de 1950, la familia Bonanno empezó a traer a Nueva York a miembros de la mafia nacidos en Sicilia para mantener lazos más estrechos con las familias mafiosas sicilianas. Los mafiosos estadounidenses se refieren con frecuencia a estos mafiosos sicilianos como Zips. El término despectivo deriva de su nacimiento siciliano y de su dialecto siciliano, de habla rápida y difícil de entender. A finales de la década de 1960, Salvatore Catalano controlaba a los Zips sicilianos que dirigían el negocio familiar de la heroína con Carmine Galante.[186] Los miembros de la banda Zip eran dos de los guardaespaldas de confianza de Galante, los primos Cesare Bonventre y Baldo Amato.[186]
- La banda Motion Lounge - anteriormente dirigida por el capo Nicholas "Nicky Mouth" Santora hasta su muerte en 2018. Esta crew con base en Brooklyn actúa principalmente en las comunidades de Williamsburg y East Williamsburg del oeste de Brooklyn.
- The Indelicato crew - dirigida por el capo Joseph Indelicato. Esta banda está activa en Manhattan y Nueva Jersey. El sobrino de Indelicato, Anthony "Bruno" Indelicato es un soldado de esta banda.[187]
- Bath Avenue crew - un "farm team" que fue dirigido por el asociado de Bonanno Paul Gulino supervisado bajo consigliere Anthony Spero hasta que Gulino discutió con Spero y le empujó. Spero entonces ordenó la muerte de Gulino y Gulino fue asesinado por dos miembros de la propia tripulación de Gulino Bath Avenue, Joey Calco y Tommy Reynolds (Calco en realidad apretó el gatillo).[188] Fabrizio Defrancisci es el único de los antiguos miembros de la banda que se convirtió en un hombre hecho y derecho de la familia Bonanno.
- Arizona Crew - operando desde Tucson, Arizona, se conoce poca información sobre la Arizona Crew anteriormente liderada por Salvatore Bonanno. Es muy probable que haya desaparecido.

## Los Bonannos y las facciones canadienses

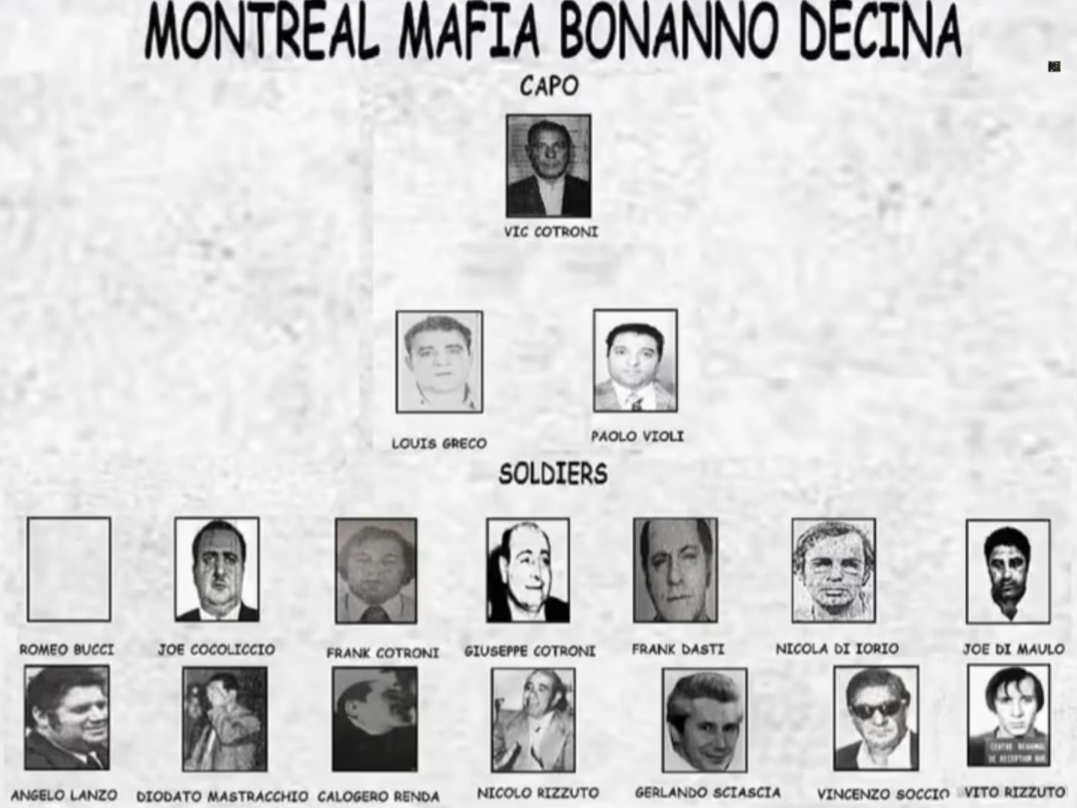
Esquema de la Real Policía Montada Canadiense de las pandillas de la familia Bonanno (decina) en Montreal

En 1953, el jefe Joseph Bonanno envió a Carmine Galante a Montreal, Quebec, Canadá, para supervisar allí el negocio familiar de la droga, donde trabajó con el calabrés Vincenzo Cotroni de la familia del crimen Cotroni en la French Connection. La policía también estimó que Galante estaba recaudando beneficios del juego en Montreal por valor de unos 50 millones de dólares al año. En abril de 1956, debido a las fuertes tácticas de extorsión de Galante, el Gobierno canadiense lo deportó a Estados Unidos. Rizzuto era un subordinado de la facción siciliana, dirigida por Luigi Greco hasta su muerte en 1972. A medida que la tensión fue creciendo hasta convertirse en una lucha de poder entre las facciones calabresa y siciliana de la familia, comenzó una guerra de mafias en 1973. Capodecina Paolo Violi se quejaba del modus operandi independiente de sus "subordinados" sicilianos, Nicolo Rizzuto en particular. En 1977, Rizzuto y Violi se reunieron cara a cara en casa de un residente de Montreal en un último esfuerzo por resolver sus diferencias, según un informe policial. Pero las conversaciones de paz fracasaron y la mayor parte de la familia Rizzuto huyó a Venezuela. Los sicilianos mataron a Violi en 1978, a sus hermanos y a otras personas. Con la muerte de Vincenzo Controni en 1984, por causas naturales, la familia criminal Rizzuto se convirtió en la familia mafiosa más poderosa de Montreal. El FBI considera que tanto los Cotronis como los Rizzuto están conectados con la familia criminal Bonanno, pero las fuerzas de seguridad canadienses consideran que están separados. A veces se hace referencia a la familia Rizzuto como la Sexta Familia. En 1988, Nicolo Rizzuto fue condenado por tráfico de cocaína y su hijo Vito Rizzuto se convirtió en el jefe de la familia. Vito Rizzuto fue detenido en enero de 2004 y extraditado a Estados Unidos acusado de asesinato en agosto de 2006. En mayo de 2007, Rizzuto aceptó un acuerdo de culpabilidad por su implicación en los asesinatos de tres capos renegados de Bonanno en Nueva York en mayo de 1981, y fue condenado a 10 años de prisión. Durante su estancia en prisión, su hijo Nicolo Rizzuto Jr. fue asesinado el 28 de diciembre de 2009, mientras que su padre Nicolo Rizzuto Sr. fue asesinado el 10 de noviembre de 2010. Salió de la cárcel el 5 de octubre de 2012, y posteriormente falleció el 23 de diciembre de 2013, por complicaciones de un cáncer de pulmón.

### Hearings
| Lista de las audiencias Valachi de la familia criminal Bonanno (1963) | Lista de las audiencias Valachi de la familia criminal Bonanno (1963) |
| --------------------------------------------------------------------- | --- |
| Jefe                                                                  | Joseph Bonanno |
| Subjefe                                                               | Carmine Galante |
| Consigliere                                                           | Frank Garafolo |
| Caporegimes                                                           | Joseph Notaro, other caporegimes unidentified |
| Soldados                                                              | Michael Angelina, James Colletti, Michael Consolo, Rasario Dionosio, Nicholas Marangello, Frank Mari, John Petrone, Angelo Presinzano, Frank Presinzano, Phillip "Rusty" Rastelli, George Rizzo, Michael Sabella, Joseph Spadaro, Costenze Valente, Frank Valente, Nicholas Zapprana |
| See: GangRule.com – Family Charts: Bonanno family chart               | |